# Berta (inslagkrater)
Berta is een inslagkrater op de planeet Venus. Berta werd in 1985 genoemd naar Berta, een Finse meisjesnaam.
De krater heeft een diameter van 20 kilometer en bevindt zich op Lakshmi Planum in de regio Ishtar Terra, in het quadrangle Lakshmi Planum (V-7).